# Panicum urvilleanum
Panicum urvilleanum es una especie de planta herbácea perteneciente a la familia de las poáceas.

## Descripción
Es una gramínea perenne rizomatosa,  de porte medio,  desarrolla principalmente en macollos aisladas, que pueden alcanzar hasta 12 dm de altura. La inflorescencia es una espiga abierta con ramificaciones laterales.  

## Distribución
Originaria del sudoeste de EE. UU.: California, Arizona; y del sur de Sudamérica: Perú, Argentina,  Chile, Uruguay.

## Taxonomía
Panicum urvilleanum fue descrita por Carl Sigismund Kunth  y publicado en Révision des Graminées 2: 403, t. 115. 1831.
Etimología
Panicum: nombre genérico que es un antiguo nombre de latín para el mijo común (Setaria italica).
urvilleanum; epíteto
Sinonimia
- Monachne urvilleana (Kunth) Herter
- Panicum megastachyum J.Presl
- Panicum patagonicum Hieron.
- Panicum preslii Kunth
- Panicum reversipilum Steud.[3][4]